# Mori Arimasa
Mori Arimasa (japanisch 森 有正; * 30. November 1911 in Yodobashi, Präfektur Tokio (heute: Nishi-Shinjuku); † 18. Oktober 1976 in Paris) war ein japanischer Philosoph und Literaturkritiker.

## Leben und Werk
Mori Arimasa schloss 1938 seine Studien an der  Universität Tokio ab. Nachdem er von 1948 bis 1950 französische Philosophie und Literatur an seiner Alma Mater unterrichtet hatte, ging er nach Paris. Dort lehrte er annähernd dreißig Jahre am Pariser Institut national des langues et civilisations orientales. Moris großes Interesse an der Grundlage der Kultur in Europa und in Japan war zum Teil durch die Niederlage Japans im Zweiten Weltkrieg begründet. Im Zentrum seiner Philosophie steht der Begriff „Keiken“ (経験) – „Erfahrung“, durch die abstrakte Wörter und Begriffe zum Leben kommen.
Er verfasste u. a. Pasukaru no hōhō (Pascals Methode, 1938), Dekaruto no ningenzō (Descartes' Menschenbild, 1948), Dosutoēfusukī oboegaki (Über Dostojewski, 1950), Babiron no nagare no hotori nite (An den Ufern Babylons, 1957) und Uchimura Kanzō (1958). Zwischen 1978 und 1982 erschien eine fünfzehnbändige Gesamtausgabe seiner Werke Mori Arimasa zenshū.